# Прато-алло-Стельвио
Прато-алло-Стельвио (итал. Prato allo Stelvio) — коммуна в Италии, располагается в регионе Трентино — Альто-Адидже, в провинции Больцано.
Население составляет 3375 человек (2008 г.), плотность населения составляет 62 чел./км². Занимает площадь 51 км². Почтовый индекс — 39026. Телефонный код — 0473.
В коммуне 15 августа особо празднуется Успение Пресвятой Богородицы.

## Демография
Динамика населения:

## Администрация коммуны
- Официальный сайт: http://www.comune.prato.bz.it Архивная копия от 16 мая 2008 на Wayback Machine